# All Frames of the Game
All Frames of the Game — дебютний студійний альбом американського реп-гурту Playaz Tryna Strive, відомого також як P.T.S., виданий 12 листопада 1996 р. лейблами Sick Wid It Records та Jive Records. Гурт складався з Filthy Rich і T-Pup. Виконавчі продюсери: E-40 та B-Legit. Платівка посіла 100-ту сходинку чарту Billboard Top R&B/Hip-Hop Albums. У записі платівки взяли участь E-40, B-Legit, Levitti, Silk-E, Suga-T та ін.
На «They Say Y.D.L.L.» існує відеокліп. Пісня «Feel Ness Real» раніше з'явилася на компіляції 1995 р. The Hogg in Me.

## Список пісень
| #   | Назва                                              | Продюсер(и)                            | Тривалість |
| --- | -------------------------------------------------- | -------------------------------------- | ---------- |
| 1.  | «Dime a Dozen» (з участю E-40)                     | Wayniac                                | 4:02       |
| 2.  | «Feel Ness Real» (radio version)                   | Mike D                                 | 4:45       |
| 3.  | «Throw Up the Dubb»                                | Mike D                                 | 4:00       |
| 4.  | «Big Pimpin'» (interlude)                          |                                        | 1:07       |
| 5.  | «Alkahal & Dozanique» (з участю Silk–E та Levitti) | Filthy Rich                            | 4:55       |
| 6.  | «Haterism» (з участю B-Legit)                      | K-Lou                                  | 4:53       |
| 7.  | «W.C. Playaz» (з участю Silk–E та ANS)             | Filthy Rich                            | 4:02       |
| 8.  | «Money Hungry M.F.» (interlude)                    |                                        | 0:30       |
| 9.  | «They Say Y.D.L.L.»                                | Filthy Rich                            | 4:53       |
| 10. | «9 Sexual» (interlude)                             | K-Lou                                  | 1:08       |
| 11. | «Let's Ride»                                       | Filthy Rich; K-Lou, Mike D (співпрод.) | 4:09       |
| 12. | «Land of Fonk»                                     | Filthy Rich                            | 4:05       |
| 13. | «Feel Ness Real» (інтерлюдія)                      | Studio Ton                             | 0:39       |
| 14. | «Hoe Shit» (з участю ANS)                          | Filthy Rich                            | 3:55       |
| 15. | «All Frames of the Game»                           | Filthy Rich                            | 4:20       |
| 16. | «Shady» (з участю Suga-T)                          | Filthy Rich                            | 4:03       |
| 17. | «E.S.P.» (з участю Silk–E та E-Clipze)             | Filthy Rich                            | 4:58       |
| 18. | «Feel Ness Real» (street version)                  | Mike D                                 | 3:50       |

## Чартові позиції
| Чарт (1996)                         | Найвища позиція |
| ----------------------------------- | --------------- |
| US Billboard Top R&B/Hip-Hop Albums | 100             |

## Учасники
- Том Койн — мастеринг
- Майк Ді — клавішні, бек-вокал, програмування ударних
- Філті Річ — клавішні, програмування ударних
- Indo — звукоінженер, зведення
- K-Lou — звукоінженер, зведення, клавішні, програмування ударних, гітара
- Кеба Конте — фотограф
- Poppy, Silk-E, T-Pup — бек-вокал
- Phunky Phat Graph-X — оформлення
- Разелл Сімпсон — гітара
- Wayniac — клавішні, програмування ударних